# Schindlers ark
Schindlers ark (originaltitel: Schindler's Ark), efter 1993 utgiven med titeln Schindler's list, är en verklighetsbaserad roman från 1982 av den australiske författaren Thomas Keneally. Romanen vann Bookerpriset samma år. Romanen är förlaga till storfilmen Schindler's List (1993).
Oskar Schindler var en man, som under andra världskriget hjälpte judarna. Han hjälpte fler än 1 200 från att bli förintade genom att de istället fick arbeta på hans fabrik.
Efter att filmen hade premiär 1993 ändrades bokens namn till Schindler's List. Med Schindler's List menar man den lista på judar, vilka kunde räddas då de behövdes som arbetare vid Schindlers fabrik.